# Chrysochroa fulminans
Espèce
 Chrysochroa fulminans, ou bupreste de foudre est une espèce de scarabées bijoux de la famille des Buprestidae.

## Description
Chrysochroa fulminans peut atteindre une longueur de 30 à 40 millimètres. Cette espèce est remarquablement colorée d'un vert métallique avec parfois des reflets irrisés et violacés.

## Liste des sous-espèces
- Chrysochroa fulminans agusanensis Kurosawa, 1979
- Chrysochroa fulminans aurora Heller, 1912
- Chrysochroa fulminans babuyanensis Kurosawa, 1989
- Chrysochroa fulminans baliana Obenberger, 1928
- Chrysochroa fulminans bimanensis Lansberge, 1879
- Chrysochroa fulminans chrysura Gory, 1840
- Chrysochroa fulminans chrysuroides Deyrolle, 1864
- Chrysochroa fulminans cyaneonigra Kurosawa, 1991
- Chrysochroa fulminans florensis Kerremans, 1891
- Chrysochroa fulminans fulminans (Fabricius, 1787)
- Chrysochroa fulminans funebris Théry, 1898
- Chrysochroa fulminans kaupii Deyrolle, 1864
- Chrysochroa fulminans krausei Descarpentries, 1971
- Chrysochroa fulminans nagaii Kurosawa, 1990
- Chrysochroa fulminans nishiyamai Kurosawa, 1990
- Chrysochroa fulminans nylanderiHołyński, 2009
- Chrysochroa fulminans praelonga White, 1843
- Chrysochroa fulminans variabilis Deyrolle, 1864
- Chrysochroa fulminans vethiana Obenberger, 1926

## Habitat
Le bupestre de foudre se rencontre essentiellement dans les forêts tropicales humides de l'Extrême-Orient méridional jusqu'en Papouasie-Nouvelle-Guinée et de quelques îles de la région. Il se nourrit du bois des arbres qui croissent dans ces forêts.

## Distribution
On trouve ces coléoptères de la Malaisie et de l'Indonésie jusqu'en Papouasie-Nouvelle-Guinée.